# VT52

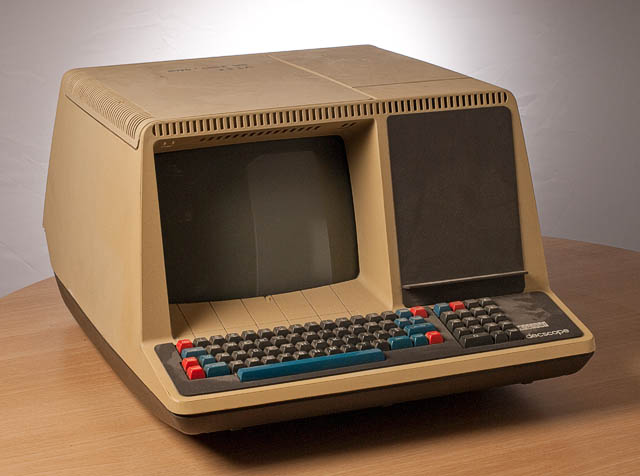
Terminal VT52 de DEC

El VT52 era un terminal producido por Digital Equipment Corporation y presentado en julio de 1974. Estaba provisto de una pantalla con 12 filas y 80 columnas de texto en mayúscula, y usaba un conjunto expandido de caracteres de control y un desplazamiento solo hacia delante basado en el anterior VT05. El VT50 se vendió solo durante un corto período de tiempo antes de que fuese reemplazado por el VT52 en septiembre de 1975. El VT52 estaba provisto de una pantalla de 24 filas y 8  columnas de texto y soportaba todos los 95 caracteres ASCII así como 32 caracteres gráficos, desplazamiento bidireccional y un sistema de control de caracteres expandido.
Ambos modelos soportaban la comunicación asincrónica a velocidades de transmisión de hasta 9600 bits por segundo y no requería ningún carácter de relleno. También ofrecían un dispositivo de impresión opcional llamado copiadora electrolítica, que encajaba en el panel lateral. Este dispositivo podía imprimir, escanear línea por línea, una réplica exacta de la pantalla en un rollo de papel empapado con agua salada. Hacía esto galvanizando en un papel metal de un electrodo. Aunque hacía un trabajo admirable al capturar los contenidos de la pantalla, el resultado tenía un desafortunado parecido al papel higiénico. Digital patentó la innovación de hacer que un solo generador de caracteres proporcionase la fuente de texto para la pantalla y la copiadora.
En 1978 la familia VT52 fue continuada por la más sofisticada VT100, siendo esta la primera terminal en incorporar renderización gráfica.

## Fases de desarrollo

### VT5x
El VT50 fue el primer terminal que Digital produjo en esta carcasa. Solo proporcionaba 12 líneas de texto (llevando a algunos usuarios a evitar el doble espaciado) y, como su predecesor el VT05, no incluía soporte para las minúsculas. Los usuarios de aquella era usaban código en el caso excepcional de que necesitasen texto en minúscula. Había diferentes opiniones respecto a si el VT50 iba a ser un simple ensayo para los ingenieros o un producto lucrativo. La presentación del VT52, y su soporte de texto en minúscula en la pantalla así como el desplazamiento bidireccional, permitió la edición de texto WYSIWYG (en español, “lo que ves es lo que obtienes”).
El gran tamaño de la carcasa fue deliberado para evitar añadir un ventilador de refrigeración. Las dos placas de circuitos con procesador y memoria están en la base del terminal, y detrás de esta hay una sola placa con la fuente de alimentación y componentes electrónicos. La parte superior, amplia y plana, solía alojar grandes volúmenes de documentación.
Estos terminales usaban una unidad central de procesamiento (CPU) primitiva construida a partir de pequeños circuitos integrados. Era tan básica que la suma y la resta solo se podía realizar incrementando o disminuyendo dos registros repetidamente, y solo mientras no estaba en proceso la exploración de trama. Por otra parte, el tiempo empleado para tal bucle de programa tenía que ser casi constante, o el texto inferior de la pantalla se mostraría en el lugar incorrecto durante la actualización. El texto no se mostraba bajo el control de un microprograma; el microprograma activaba hardware aparte para tener acceso exclusivo a la memoria de la pantalla y esperar a que se completase una línea de píxeles.
El VT52 se convirtió en una plataforma sobre la que Digital construyó varios dispositivos. El VT55 incorporaba un sistema de gráficos que era capaz de mostrar dos funciones matemáticas o histogramas.

### VT6x
El VT61 y VT62 eran terminales de modo de bloque. El VT62 debía usarse en conjunto con TRAX, un sistema operativo de procesamiento de transacciones en PDP-11 de gama alta. Usaban la misma carcasa pero tenían un procesador más completo. Se programó en una memoria PROM aparte el comportamiento específico de las aplicaciones, usando código aparte que el procesador interpretaba. Este inédito lenguaje se usaría para desarrollar fácilmente modelos adicionales para las organizaciones publicitarias de Digital. Estos terminales incluían un sonido que se escuchaba cuando se presionaba una tecla, mientras que los VT5x activaban un relé. El relé también se usaba como "zumbido" para el carácter bel, produciendo un sonido que “ha sido comparado con el sonido de un Chevy del 52 estropeando sus engranajes”. Aunque los teclados eran idénticos, los usuarios del VT6x admiraban el tacto “superior”.

### VT7x
El VT78 añadió al VT52 un procesador PDP-8 de un solo chip, sobre el cual se programó WPS-8, el procesador de textos de Digital. Este modelo no era un terminal para comunicarse con un ordenador, sino un completo sistema autónomo. Mientras que el VT50 fue desarrollado en una era antes de que fuese habitual aplicar los ordenadores al texto, el VT78 fue un producto diseñado para esto.